# Wolfgang Demtröder

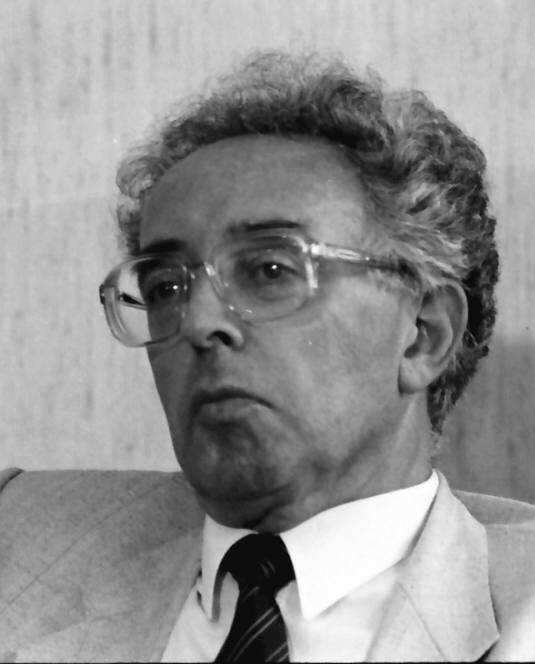
Wolfgang Demtröder (1988)

Wolfgang Demtröder (* 5. September 1931 in Attendorn) ist ein deutscher Physiker.
Wolfgang Demtröder studierte an der Westfälischen Wilhelms-Universität in Münster die Fächer Physik, Mathematik und Musikwissenschaft. 1958 legte er das Staatsexamen ab. 1961 wurde er an der Universität Bonn bei dem späteren Nobelpreisträger Wolfgang Paul promoviert. Nach einem Aufenthalt in den USA habilitierte er sich 1969 an der Universität Freiburg. 1970 erhielt er einen Ruf als ordentlicher Professor an die Universität Kaiserslautern. Hier war Demtröder bis zu seiner Emeritierung im Oktober 1999 tätig.
Demtröder arbeitete unter anderem auf dem Gebiet der hochauflösenden Laserspektroskopie kleiner Moleküle.
Bekannt wurde Demtröder vor allem durch sein Standardwerk über Laserspektroskopie und seine vier Bände umfassende Lehrbuchreihe Experimentalphysik.
In der Deutschen Forschungsgemeinschaft war Demtröder lange Zeit Mitglied im Senat, außerdem engagierte er sich in der Alexander-von-Humboldt-Stiftung.
1994 erhielt Demtröder den Max-Born-Preis, der vom Institute of Physics (IOP) und der Deutschen Physikalischen Gesellschaft vergeben wird.

## Werke (Auswahl)
- Experimentalphysik
  - Band 1: Mechanik und Wärme. ISBN 978-3-540-26034-9.
  - Band 2: Elektrizität und Optik. ISBN 978-3-540-33794-2.
  - Band 3: Atome, Moleküle und Festkörper. ISBN 978-3-540-21473-1.
  - Band 4: Kern-, Teilchen- und Astrophysik. ISBN 978-3-540-21451-9.
- Laserspektroskopie, Grundlagen und Techniken. Springer, Berlin, 5. Auflage (2007), ISBN 978-3-540-33792-8.
- Atoms, Molecules and Photons. 1. Aufl., Springer, Berlin, 2005, ISBN 978-3-540-20631-6.
- Laser Spectroscopy: Basic Concepts and Instrumentation. 3. Aufl., Springer, Berlin, 2002, ISBN 978-3-540-65225-0.
- Molecular Physics: Theoretical Principles and Experimental Methods. 1. Aufl., Wiley-VCH, 2005, ISBN 978-3-527-40566-4.
- Molekülphysik – Theoretische Grundlagen und experimentelle Methoden. 1. Aufl. (2003), Oldenbourg Wissenschaftsverlag, ISBN 978-3-486-24974-3.